# 磁通势
磁通势（magnetomotive force，mmf），旧称磁动势，标准定义是电流流过导体所产生磁通量的“势力”（force），是用来度量磁场或电磁场的一种量，类似于电场中的电动势或电压。它被描述为线圈所能产生磁通量的势力，这样科学家就能够用它来衡量或预见通电线圈实际能够激发磁通量的势力。此外，永久磁鐵也會有磁通势。

## 单位
磁通势的 SI单位是安培，与电流的单位相同（类似地，电动势和电压的单位都是伏特）。但在非正式用语下，磁通势的单位经常使用 MKS制而称作安匝（安培匝数），以避免与电流混淆。
安培-匝数（At）(英文：ampere-turn)，米-千克-秒制（MKS制）。代表一匝导线线圈流过1安培电流时所产生的磁势。
吉伯（gilbert 或 Gi），是IEC1930  （页面存档备份，存于）提出的单位。属于厘米-克-秒制中的磁通势单位。与安培-匝数定义不同，是一个比安培-匝数稍小的单位。这个单位是以英国物理学家和哲学家威廉·吉尔伯特（1544–1603）的名字命名的。
{\displaystyle {\begin{matrix}1\,\operatorname {Gi} &=&{\frac {10}{4\pi }}\ {\mbox{At}}\\&\approx &0.795773\ {\mbox{At}}\end{matrix}}}

## 公式
感应电机的磁通势 {\displaystyle {\mathfrak {F}}} 为：
{\displaystyle {\mathfrak {F}}=NI}
以及
{\displaystyle {\mathfrak {F}}=\Phi {\mathfrak {R}}}
式中：
- N 绕组匝数，单位为次數（turns）
- I 绕组中的电流，单位为安培（A)
- {\displaystyle \Phi } 磁通量，单位为韦伯（Wb)
- {\displaystyle {\mathfrak {R}}} 磁路的磁阻，单位为安培‧匝/韦伯（At/Wb）

后者又被称为霍普金斯定律或磁路欧姆定律。